# 松江崇
松江 崇（まつえ たかし、1971年 - ）は、日本の中国語学者。京都大学大学院人間・環境学研究科共生文明学専攻歴史文化社会論講座教授。日本中国語学会幹事。

## 人物・経歴
愛知県生まれ。1994年静岡大学人文学部人文学科中国文学コース卒業。1996年東京都立大学人文学部文学科卒業。2000年日本中国語学会奨励賞受賞。東京都立大学大学院人文科学研究科修士課程中国文学専攻修了（修士（文学））後、2002年東京都立大学大学院人文科学研究科博士課程中国文学専攻単位取得満期退学、北海道大学大学院文学研究科中国文化論講座助教授。2007年北海道大学大学院文学研究科中国文化論講座准教授。2017年北海道大学教育総長賞（奨励賞）受賞。同年京都大学大学院人間・環境学研究科准教授。2020年日本中国語学会幹事。2021年京都大学大学院人間・環境学研究科教授。

## 著書
- 『古漢語疑問賓語詞序變化機制研究』好文出版 2010年
- 『誤解の世界 : 楽しみ、学び、防ぐために』（編著）北海道大学出版会 2012年
- 『漢文の読み方』（宮本徹と共編著）放送大学教育振興会 2019年